# 11 volte amore
Undici volte amore è l'ottavo album di Alessio, pubblicato nel 2012.

## Tracce
1. Perché ti amo – 3:39 (F. D'Alessio, S. Viola)
2. Mentre ti sto perdendo – 3:50 (F. D'Alessio, S. Viola, G.Carluccio)
3. Si te spoglio – 3:10 (F. D'Alessio, G.Carluccio)
4. Primo appuntamento – 3:35 (F. D'Alessio, R. Armani, G.Carluccio)
5. Amore – 3:51 (R. Armani, G.Carluccio)
6. Vivi per lui – 3:36 (R. Armani, G.Carluccio, V. Lucarelli)
7. L'ultimo bacio – 3:50 (G. Fiorellino)
8. Non restare sola – 3:57 (F. D'Alessio, S. Viola)
9. Si' ancora 'o vuò bene – 3:27 (R. Armani, G.Carluccio)
10. Comme ce 'o dico 'o core – 3:42 (G. Fiorellino)
11. Me manche tu (con Rosina De Vivo) – 4:08 (R. Armani, G.Carluccio)